# Шансе (Манш)
Шансе (фр. Champcey) насеље је и општина у северној Француској у региону Доња Нормандија, у департману Манш која припада префектури Авранш.
По подацима из 2011. године у општини је живело 210 становника, а густина насељености је износила 64,81 становника/km². Општина се простире на површини од 3,24 km². Налази се на средњој надморској висини од 96 метара (максималној 105 m, а минималној 20 m).

## Демографија
| 1962. | 1968. | 1975. | 1982. | 1990. | 1999. | 2011. |
| ----- | ----- | ----- | ----- | ----- | ----- | ----- |
| 115   | 153   | 148   | 119   | 141   | 149   | 210   |

График промене броја становника у току последњих година